# 南部信鄰
南部 信鄰（なんぶ のぶちか）は、江戸時代後期の旗本、のち陸奥国七戸藩（盛岡新田藩）の初代藩主。官位は従五位下播磨守。

## 生涯
安永5年（1776年）11月1日、小普請支配を務めた石高5000石の旗本・南部信喜（肥前守）の子として誕生。
寛政12年（1800年）、父の死去により家督を継ぐ。なお、南部政信（南部重信の子）を祖とする旗本南部家当主としては5代目にあたる。文政2年（1819年）12月、父の従兄弟で本家盛岡藩主・南部利敬より、幕府の許可の下に加増を受けて、内分ながら1万1000石の定府大名として盛岡新田藩（のちの七戸藩）を立藩した。
文政3年（1820年）に利敬が死去し、はとこで幼少の南部吉次郎（利用）が本家を継承したので、その補佐のために幕府の許可をもらって盛岡に下向して、盛岡藩政に参画する。ところが、吉次郎利用は文政4年（1821年）8月、将軍への御目見を済ませないまま不慮の死を遂げた。藩重役たちは、比較的年齢も近く、風貌もよく似ていた善太郎を身代わりに立て「利用」として擁立し、9月に善太郎が本家家督を継いだ。そして11月15日に11代将軍・徳川家斉と謁見して藩主として認められたが、その直後に信鄰は46歳で死去した。なお、この件に信鄰がどこまで関わったかは不明である。
家督は長男・信誉が継いだ。

## 系譜
父母
- 南部信喜（父）
- 南部信起[1]の娘（母）

正室、継室
- 水野忠敞の娘（正室）
- 近藤寿用[2]の娘（継室）

子女
- 南部信誉（長男）
- 前田利和継室